# Verkiezingen voor het Europees Parlement 2009/Kandidatenlijst/CSP
Dit is de kandidatenlijst van de Belgische CSP voor de Europese verkiezingen van 2009. De verkozenen staan vetgedrukt.

## Effectieven
1. Mathieu Grosch

## Opvolgers
1. Pascal Arimont
2. Olivia Nistor
3. Fabienne Xhonneux
4. Anne-Marie Küches
5. Elmar Keutgen
6. Christian Krings